# Boiling Nuclear Superheater
Der Boiling Nuclear Superheater (BONUS) war ein experimenteller Reaktortyp.

## Historie
Eines von zwei Exemplaren befand sich in Rincón, im Nordwesten von Puerto Rico. Der Bau des Reaktors begann 1960, die Experimente wurden 1968 wegen der eskalierenden Kosten und immer größer werdenden technischen Problemen beendet. Eigentümer der Anlage waren die Puerto Rico Water Resources Authority (PRWRA) und die U.S. Atomic Energy Commission. Sie haben die Anlage von 1969 bis 1970 zurückgebaut. Die Brennstäbe wurden zurück auf das US-Festland gebracht, anderes Inventar wie der kontaminierte Reaktordruckbehälter wurden vor Ort einbetoniert. Jahre später wurden in der Werksumgebung erhöhte Strahlenwerte festgestellt. Daraufhin wurde in den 1990er- und 2000er-Jahren die Umgebung ein weiteres Mal dekontaminiert. Ebenso wurde um den einbetonierten Reaktordruckbehälter eine weitere Schutzbarriere erstellt.
Heute gehört das Gelände der Puerto Rico Electric Power Authority (PREPA), der Nachfolgerin der PRWRA. Die Überwachung erfolgt durch das U.S. Department of Energy (DOE), die Nachfolgeorganisation der United States Atomic Energy Commission.

## Daten des Reaktorblocks
Der Boiling Nuclear Superheater in Rincón hatte einen Block:
| Reaktorblock | Reaktortyp                           | Netto- leistung | Brutto- leistung | Baubeginn  | Netzsyn- chronisation | Kommerzi- eller Betrieb | Abschal- tung |
| ------------ | ------------------------------------ | --------------- | ---------------- | ---------- | --------------------- | ----------------------- | ------------- |
| BONUS        | Siedewasserreaktor (Typ Superheater) | 17 MW           | 18 MW            | 01.01.1960 | 14.08.1964            | 01.09.1965              | 01.06.1968    |